# Mera 400
Mera 400 – minikomputer produkcji polskiej wzorowany na komputerze K-202. Produkowany w latach 1976–1987 w Zakładach Systemów Minikomputerowych MERA w Warszawie (ul. Łopuszańska 117/123). W latach 1976-1985 wyprodukowano 650 systemów. W roku 2018 nadal używana była co najmniej jedna Mera 400. Główną konstruktorką komputera była Elżbieta Jezierska-Ziemkiewicz.

## Maksymalna konfiguracja systemu
- 2 jednostki centralne
- 17 bloków pamięci operacyjnej po 32 tys. słów 16-bitowych
- 16 kanałów:
  - znakowych po 8 urządzeń (drukarki, czytniki, perforatory, monitory, FDD) w kanale,
  - pamięciowych (pamięci dyskowe, taśmowe),
  - multipleksorowych, automatyki (PI, CAMAC),
  - autonomicznych jednostek sterujących.

## Jednostka centralna
- długość słowa 16 bitów,
- 8 szt. 16-bitowych rejestrów uniwersalnych w tym 7 akumulatorów lub rejestrów indeksowych,
- 32-bitowy rejestr przerwań pogrupowanych w 11 poziomów obsługi z maskowaniem w 10 poziomach,
- zegar czasu rzeczywistego generujący przerwanie zegarowe co 2, 10, 20, 40 lub 80 ms, zależnie od konfiguracji procesora,
- automatyczne ładowanie programu (bootstrap),
- układ alarmu zasilania i automatycznego restartu,
- mechanizm pracy dwuprocesorowej ze wspólnym obszarem pamięci operacyjnej, urządzeń we/wy i pamięci zewnętrznych;
- 121 rozkazów (ładowania, pamiętania, arytmetyczne, logiczne, bajtowe, porównania, przesuwania, skoków, rozgałęziania, obsługi we/wy, 256 ekstrakodów = przerwań programowych),
- trzy rodzaje adresacji,
- arytmometr zmiennoprzecinkowy (8 bitów cecha, 40 bitów mantysa).

## Systemy operacyjne
- SOM-3 w trzech wersjach (w tym wersja EXTENDED – wielozadaniowy z dynamicznym przydziałem pamięci);
- CROOK – oparty na ideach systemu Unix.

Pamięć operacyjna – 64 tys. słów 16-bitowych; dolne 32 kB było adresowalnych jako bajty (8-bitowe).